# Onthophagus pseudocaccobius
Onthophagus pseudocaccobius är en skalbaggsart som beskrevs av Edmund Reitter 1889. Onthophagus pseudocaccobius ingår i släktet Onthophagus och familjen bladhorningar. Inga underarter finns listade i Catalogue of Life.